# Cees Robben
Cees Robben (Tilburg, 30 mei 1909 – aldaar, 15 februari 1988), was een Nederlands humoristisch tekenaar. Hij tekende allerdaagse taferelen en plaatste daaronder een pakkende uitspraak geschreven in het Tilburgse dialect. Robben is vooral bekend geworden door zijn wekelijkse prent in het Het Nieuwsblad van het Zuiden genaamd de Prent van de week. Robben is vooral in Tilburg en in de omliggende plaatsen een begrip.

## Biografie

### Werk en Leven
Robben heeft in de jaren 1932-1933 gestudeerd aan de Tilburgse kunstacademie. De crisis teisterde de Tilburgse bevolking en hij wilde graag zijn tekenakte behalen. Over zijn tekenleraar op de kweekschool, frater Mijnulfus, is hij altijd zeer te spreken geweest. Die man was kritisch en vond dat Robben stopverf-mannetjes tekende en stopgarenlijnen. Het overlijden van zijn vader in juli 1933 maakte een vroegtijdig einde aan zijn studentenbestaan. Hij had in ieder geval nog op 1 augustus 1931 de akte van bekwaamheid voor huis- en schoolonderwijs in het handtekenen verworven.
In 1935 ging hij bij de Tilburgse waterleidingmaatschappij werken. Hij tekende daarnaast veelvuldig, zijn prenten deden dan ook hun rondes langs de internen van de waterleidingsmaatschappij. Daar was iemand die zei, dat hij zijn tekeningen moest publiceren, dit was Noud van de Ven, die naast z'n werk ook bij de Tilburgse voetbalclub Willem II op bestuurlijk niveau functioneerde. Deze bracht hem in contact met de heer Gadella van het toenmalige kerkelijk weekblad Roomsch Leven voor het dekenaat Tilburg en Goirle. Robbens eerste prent verscheen op 1 oktober 1953 in het weekblad Roomsch Leven, en na 1 januari 1970 was de Prent te zien in het Nieuwsblad van het Zuiden, het huidige Brabants Dagblad.  De Prenten van de Week hadden een geheel eigen gezicht. Zij vertelden het verhaal van de Tilburgers, uit alle lagen van de bevolking, met de kenmerkende overeenkomst dat ze allemaal hetzelfde Tilburgse dialect spreken. Robben plaatste de personages in de beslotenheid van de woonkamer, het café, de kerk of in de schoolklas. Veel van de afbeeldingen zijn nog steeds herkenbaar en actueel. De meeste prenten tekende hij met Oost-Indische inkt en een kroontjespen.
Van 1957 tot 1981 was hij voorzitter van de Heemkundekring "De Vyver Heertganghen" in Goirle. Hij speurde in de archieven van Tilburg, 's-Hertogenbosch, Mechelen en Brussel. In het begin van de jaren zeventig werd de realisatie van het Goirlese Heemerf ter hand genomen. Met Jan Hoogendoorn hield hij gedurende vele jaren avondvullende voordrachten van verhalen, verzen en anekdotes van folklorische aard over heel Noord-Brabant verspreid.
Op 1 juni 1979 werd hem bij het bereiken van de 70-jarige leeftijd, voor zijn verdiensten voor de Goirlese samenleving de zilveren erepenning aangeboden door het gemeentebestuur. Hij was trots op deze penning, die hij als vijfde ereburger mocht ontvangen. Bij besluit van 18 april 1975 was aan hem ook al uitgereikt de eremedaille in goud, verbonden aan de orde van Oranje-Nassau.

### Privé
Robben is tweemaal getrouwd geweest, de eerste keer met An van Geelen op 30 april 1940 te Tilburg. Zij overleed echter plotseling op 10 februari 1952, op 38-jarige leeftijd. Robbens schoonmoeder spoorde hem aan weer snel een vrouw te zoeken, die samen met hem voor het gezin kon zorgen, zij was geen voorstander van lange rouwperiodes. Op 11 augustus 1953 trad Robben voor de tweede maal in het huwelijk, met Mieke Tielemans.
Op 13 januari 1970 stierf Mieke Tielemans, wier gezondheid de laatste jaren sterk achteruit was gegaan. Voor Robben werd dit een flinke klap, hij pleegde een aanslag op zijn gezondheid door zeer onregelmatig te leven. Half januari 1988 werd hij opgenomen in het St. Elisabethziekenhuis te Tilburg, een maand later op 15 februari is hij gestorven.

### Zandtapijt
Op 19 december 2008 presenteerde de Vlaamse kunstenaar Lou Kraayenbrink een zandtapijt van 26 vierkante meter, dat van 19 december 2008 tot en met 30 januari 2009 in de hal van de MustSee bioscoop (tegenwoordig Pathé Tilburg) te zien was. Het zandkunstwerk was een kopie van een van Robbens prenten. Hierop stond een vrouw die haar man boos toesprak met de woorden: "Witte wè ge kunt? Niks kunde! Dè kunde", nadat deze een voorwerp kapot heeft laten vallen. Het tapijt werd gemaakt in opdracht van Stichting Tilburgse Taol ter ere van Robbens 100e verjaardag en de herdenking van 200 jaar stadsrechten van Tilburg. Het zandtapijt werd ondanks alle voorzorgsmaatregelen toch beschadigd, mogelijk door vandalen.